# Марвин (робот)
Марвин, робот-параноик (англ. Marvin the Paranoid Android) — персонаж из цикла юмористических романов британского писателя Дугласа Адамса, известного под общим названием «Автостопом по галактике».
Марвин — бортовой робот космического корабля «Золотое сердце». Создан в лабораториях Кибернетической корпорации Сириуса (англ. Sirius Cybernetics Corporation) по программе прототипов с «истинно человеческими личностями» (GPP prototype, англ. genuine people personalities).
Марвин страдает от тяжёлой формы депрессии и скуки, как он сам объясняет, из-за того, что «его мозг размером с целую планету, но ему редко разрешают им пользоваться». Сильное отвращение к жизни у Марвина появилось из-за того, что ни одна задача не может занять даже минимально его безграничный интеллект. Сам Марвин заявляет, что он «в 50 тысяч раз более разумен, чем человек», хотя и признаёт, что это существенная недооценка.
Как признаётся сам Марвин, он моментально спланировал военную стратегию целой планеты воинственных роботов Криккит (англ. Krikkit), которые похитили его и подсоединили к своему военному суперкомпьютеру.
А заодно он решил весь комплекс «математических, физических, химических, биологических, социологических, философских, этимологических, метеорологических и психологических проблем планеты и всей Вселенной в целом, кроме своей собственной, после чего сочинил большое количество колыбельных».
Достаточно резкое прозвище «андроид-параноид» Марвин получил из уст Зафода Библброкса, Триллиан склонна называть его более точно — «маниакально-депрессивный робот». Это более отражает действительность, поскольку Марвин не проявляет в явном виде признаков паранойи.
Кроме того, Марвин часто жаловался, что диоды в его левом боку причиняли ему сильную боль, и что никто их так никогда и не заменил.
Марвин замкнут в себе самом, он просто стоически миллионы лет ждёт своих работодателей.
К концу жизни Марвину было 506,9 млрд лет, что следует из фразы робота о том, что из-за его частых путешествий во времени он стал старше Вселенной в 37 раз.

## Фильм
В фильме 2005 года его сыграл английский актёр-карлик Уорик Дэвис, рост которого составляет 1 метр 7 сантиметров. Озвучивал Марвина английский актёр Алан Рикман.

## Колыбельная Марвина
Колыбельная Марвина «Как я ненавижу ночь» появилась в книге «Жизнь, вселенная и всё остальное». Его колыбельные часто описываются как «короткие унылые песенки без тональности, точнее, без настроения» («a short dolorous ditty of no tone, or indeed tune»).
Первая строфа ближе к концу радиопостановки «Fit the Seventeenth» («К семнадцатой»), а вторая вскоре после начала «Fit the Eighteenth» («К восемнадцатой»). Ниже приведён английский оригинал, построчный и ритмический перевод на русский:
     Now the world has gone to bed

     Darkness won't engulf my head

     I can see by infra-red

     How I hate the night

     Now I lay me down to sleep

     Try to count electric sheep

     Sweet dream wishes you can keep

     How I hate the night
     Весь мир теперь отошёл ко сну

     Темнота не поглотит мою тоску

     В инфракрасном я гляжу

     Как я ненавижу ночь.

     Теперь я уложу себя в кровать

     Электрических овец попытаюсь сосчитать

     На ваши пожелания «сладких снов» мне наплевать

     Как я ненавижу ночь.
     Вот уснул весь мир во тьме

     Тьма не хлынет к голове

     В инфракрасном видно мне

     Как противна ночь

     Вот и я ложусь поспать

     Электроовец считать

     Не трудитесь снов желать

     Как противна ночь
В переводе С. Силакова (приводится по изданию М., «АСТ», 1997)
     Мир покрыла темнота,

     Только мне она не светит,

     Инфракрасные зрачки видят круглосуточно всю мерзость,

     Ненавижу, ночь, тебя.

     Я укладываюсь спать,

     Электроовец считать,

     Не желайте снов мне сладких, лучше ими подавитесь,

     Ненавижу, ночь, тебя.
Строчка «Попытаюсь сосчитать электрических овец» является прямой отсылкой к роману Филипа Дика «Мечтают ли андроиды об электроовцах?», экранизированному позже под названием «Бегущий по лезвию».

## Критика и отзывы
Журнал «Мир фантастики» поставил Марвина на 8-е место в списке «Роботы. 10 самых-самых», с комментарием, что Марвин является одним из самых популярных персонажей «Путеводителя».